# Spilosoma atromaculata
Spilosoma atromaculata là một loài bướm đêm thuộc phân họ Arctiinae, họ Erebidae.